# Блекс-Гарбор
Блекс-Гарбор (англ. Blacks Harbour) — село в Канаді, у провінції Нью-Брансвік, у складі графства Шарлотт.

## Населення
За даними перепису 2016 року, село нараховувало 894 особи, показавши скорочення на 9,0%, порівняно з 2011-м роком. Середня густина населення становила 98,7 осіб/км².
З офіційних мов обидвома одночасно володіли 90 жителів, тільки англійською — 780. Усього 35 осіб вважали рідною мовою не одну з офіційних.
Працездатне населення становило 60,8% усього населення, рівень безробіття — 33,3%.
Середній дохід на особу становив $34 702 (медіана $29 360), при цьому для чоловіків — $43 686, а для жінок $26 630 (медіани — $34 816 та $24 304 відповідно).
35,1% мешканців мали закінчену шкільну освіту, не мали закінченої шкільної освіти — 29,1%, 35,1% мали післяшкільну освіту, з яких 15,4% мали диплом бакалавра, або вищий.
| Статево-вікова структура населення | Статево-вікова структура населення | Статево-вікова структура населення | Статево-вікова структура населення | Статево-вікова структура населення |
| ---------------------------------- | ---------------------------------- | ---------------------------------- | ---------------------------------- | ---------------------------------- |
|                                    |                                    |                                    |                                    |                                    |
| Всього                             | Всього                             | 47,5%52,5%                         |                                    |                                    |
| 0 — 14 років                       | 0 — 14 років                       |                                    | 15,7%                              | 15,7%                              |
| 15 — 64 років                      | 15 — 64 років                      |                                    | 65,2%                              | 65,2%                              |
| 65 і більше                        | 65 і більше                        |                                    | 19,1%                              | 19,1%                              |
| 85 і більше                        | 85 і більше                        |                                    | 2,8%                               | 2,8%                               |
| Середній вік (років)               | Середній вік (років)               | 41,945,0                           | 43,5                               | 43,5                               |
| Медіана (років)                    | Медіана (років)                    | 44,647,1                           | 45,8                               | 45,8                               |
| — чоловіки — жінки                 |                                    |                                    |                                    |                                    |

| Походження мешканців:     | Походження мешканців:     | Походження мешканців: | Походження мешканців: | Походження мешканців: |
| ------------------------- | ------------------------- | --------------------- | --------------------- | --------------------- |
| Походження                |                           |                       | осіб                  | %                     |
| Корінні американці        | Корінні американці        |                       | 45                    | 5.06%                 |
| Інше північноамериканське | Інше північноамериканське |                       | 560                   | 62.92%                |
| Європейське               | Європейське               |                       | 430                   | 48.31%                |
| британське                | британське                |                       | 290                   | 32.58%                |
| французьке                | французьке                |                       | 205                   | 23.03%                |
| українське                | українське                |                       | 10                    | 1.12%                 |
| Азійське                  | Азійське                  |                       | 60                    | 6.74%                 |

## Клімат
Середня річна температура становить 6,1°C, середня максимальна – 20,7°C, а середня мінімальна – -12°C. Середня річна кількість опадів – 1 340 мм.
| Клімат поселення                              | Клімат поселення | Клімат поселення | Клімат поселення | Клімат поселення | Клімат поселення | Клімат поселення | Клімат поселення | Клімат поселення | Клімат поселення | Клімат поселення | Клімат поселення | Клімат поселення | Клімат поселення |
| Показник                                      | Січ.             | Лют.             | Бер.             | Квіт.            | Трав.            | Черв.            | Лип.             | Серп.            | Вер.             | Жовт.            | Лист.            | Груд.            |                  |
| Середній максимум, °C                         | 0,03             | 0,90             | 4,93             | 10,58            | 15,63            | 20,07            | 20,70            | 20,71            | 17,49            | 12,26            | 7,42             | 1,18             |                  |
| Середня температура, °C                       | −6,01            | −5,13            | −1,11            | 4,55             | 9,58             | 14,02            | 16,87            | 16,87            | 13,66            | 8,43             | 3,58             | −2,67            |                  |
| Середній мінімум, °C                          | −12,04           | −11,17           | −7,15            | −1,48            | 3,57             | 7,99             | 13,03            | 13,03            | 9,81             | 4,59             | −0,25            | −6,51            |                  |
| Норма опадів, мм                              | 121              | 94               | 120              | 108              | 123              | 104              | 96               | 90               | 113              | 112              | 133              | 126              |                  |
| Середньомісячна швидкість вітру, м/с          | 4.97             | 4.97             | 4.94             | 4.66             | 4.30             | 3.96             | 3.50             | 3.40             | 3.90             | 4.46             | 4.86             | 5.07             |                  |
| Середньомісячна сонячна радіація, кДж/м²·день | 5472             | 8739             | 12427            | 15492            | 18337            | 20217            | 20006            | 17896            | 13515            | 8801             | 5265             | 4336             |                  |
| --------------------------------------------- | ---------------- | ---------------- | ---------------- | ---------------- | ---------------- | ---------------- | ---------------- | ---------------- | ---------------- | ---------------- | ---------------- | ---------------- | ---------------- |
| Джерело:                                      |                  |                  |                  |                  |                  |                  |                  |                  |                  |                  |                  |                  |                  |